# آپات‌ایشتوان‌فالوا
آپات‌ایشتوان‌فالوا (به مجاری: Apátistvánfalva) یک شهرداری در مجارستان است که در واش واقع شده‌است. آپات‌ایشتوان‌فالوا ۱۲٫۸۶ کیلومتر مربع مساحت و ۴۱۶ نفر جمعیت دارد.